# Zeng Xiaoye
Zeng Xiaoye (chinesisch 曾小烨 Zéng Xiǎoyè; * 26. Februar 1991 in Wenzhou) ist ein ehemaliger chinesischer Snowboarder. Er startete in der Disziplin Halfpipe.

## Werdegang
Zeng trat international erstmals bei den Winter-Asienspielen im Januar 2007 in Changchun in Erscheinung. Dort wurde er Vierter. Im Snowboard-Weltcup startete er erstmals im März 2007 in Calgary, wobei er die Plätze 27 und 21 errang. Nach Platz vier in Cardrona zu Beginn der Saison 2008/09, siegte er beim Asian Cup in Harbin und kam bei den Snowboard-Weltmeisterschaften 2009 in Gangwon auf den achten Platz sowie gewann bei der Winter-Universiade 2009 in Harbin die Bronzemedaille. Zum Saisonende erreichte er in Chiesa in Valmalenco mit dem dritten Platz seine einzige Podestplatzierung im Weltcup und mit dem neunten Platz im Halfpipe-Weltcup sein bestes Gesamtergebnis. Dieses Gesamtergebnis wiederholte er in der Saison 2009/10. Zudem siegte er beim Europacup in Saas-Fee und belegte bei seiner einzigen Olympiateilnahme im Februar 2010 in Vancouver den 16. Platz. Seinen 16. und damit letzten Weltcup absolvierte er im Januar 2010 in Calgary, welchen er auf dem 11. Platz beendete.

## Teilnahmen an Weltmeisterschaften und Olympischen Winterspielen

### Olympische Spiele
- 2010 Vancouver: 16. Platz Halfpipe

### Snowboard-Weltmeisterschaften
- 2009 Gangwon: 8. Platz Halfpipe

## Weltcup-Gesamtplatzierungen
| Saison  | Gesamt | Gesamt | Halfpipe | Halfpipe |
| Saison  | Punkte | Platz  | Punkte   | Platz    |
| ------- | ------ | ------ | -------- | -------- |
| 2006/07 | 225    | 170.   | 225      | 54.      |
| 2007/08 | 320    | 171.   | 320      | 49.      |
| 2008/09 | 1629   | 46.    | 1629     | 9.       |
| 2009/10 | 1320   | 51.    | 1320     | 9.       |